# Har Poriyya
Har Poriyya (hebreiska: הר פוריה) är ett berg i Israel.   Det ligger i distriktet Norra distriktet, i den nordöstra delen av landet. Toppen på Har Poriyya är 85 meter över havet.
Terrängen runt Har Poriyya är kuperad västerut, men österut är den platt. Runt Har Poriyya är det tätbefolkat, med 397 invånare per kvadratkilometer. Närmaste större samhälle är Tiberias, 6,6 km norr om Har Poriyya. Trakten runt Har Poriyya består till största delen av jordbruksmark.